# Phytomyza beringiana
Phytomyza beringiana este o specie de muște din genul Phytomyza, familia Agromyzidae, descrisă de Griffiths în anul 1975.
Este endemică în Alaska. Conform Catalogue of Life specia Phytomyza beringiana nu are subspecii cunoscute.